# 세르히 샤프탈라

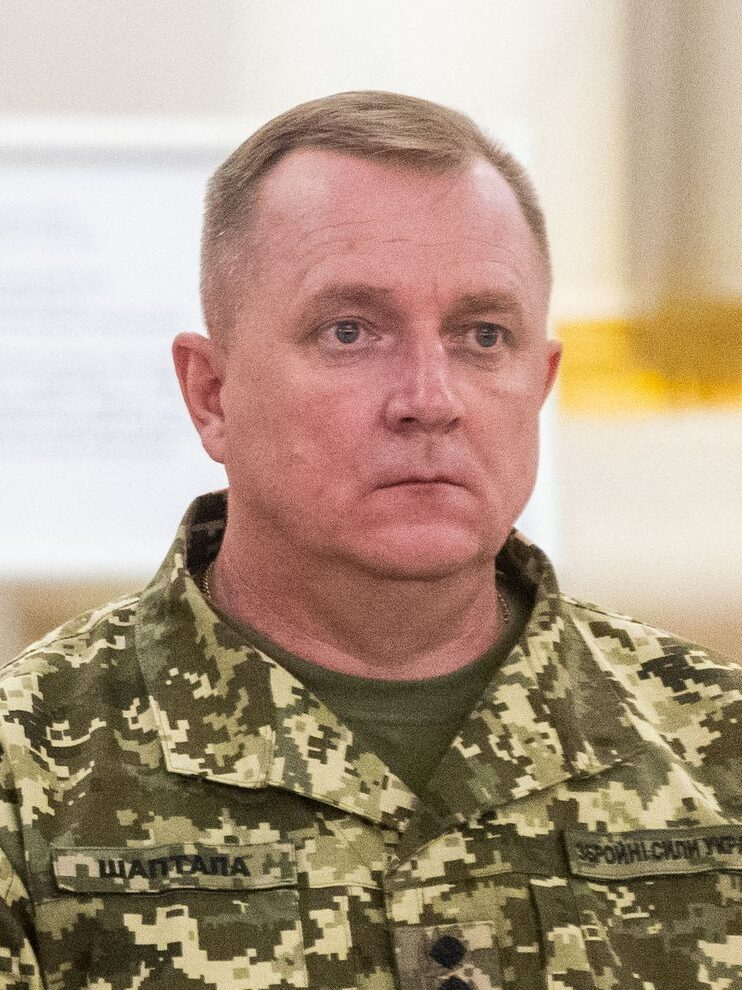

세르히 올렉산드로비치 샤프탈라(Сергій Олександрович Шаптала, 1973년 2월 5일~)는 2021년부터 2024년까지 우크라이나군 총참모장을 지낸 우크라이나 군 장교로 계급은 중장이다.
2015년, 샤프탈라는 데발체베 전투에서 128여단을 지휘한 공로로 페트로 포로셴코 대통령에게서 우크라이나 영웅 훈장을 받았다.
2022년 러시아의 우크라이나 침공 당시, 샤프탈라는 우크라이나 방공망이 러시아의 Il-76을 격추했다고 발언했고, 우크라이나의 Bayraktar TB2가 러시아 목표물을 공격하는 영상도 공유했다.

## 수상
- 보흐단 흐멜니츠키 훈장 3급 (2015년 2월 26일)[6]
- 우크라이나 영웅 황금별 훈장 (2015년 2월 18일)[7]